# Magyar Gábor (gordonkaművész)
Magyar Gábor (külföldön Gabriel Magyarként ismert; Budapest, 1914. december 5. – USA, Illinois, Urbana, 2011. június 8.) magyar származású Amerikába emigrált csellista, egyetemi tanár.

## Élete
A Liszt Ferenc Zeneművészeti Főiskolán Kerpely Jenő  és Friss Antal tanítványaként 1936-ban csellistaként diplomázott - kamarazenét Weiner Leónál, zeneszerzést Kodály Zoltánnál tanult. Szólistaként kezdte pályáját, Darius Milhaud csellóversenyének előadásával, ami 1938-ban nagy figyelmet keltett. A második világháborúban elhurcolták, koncentrációs táborba került, majd Venezuelába utazott, onnan 1949-ben az Amerikai Egyesült Államokban telepedett le. Amerikában számos koncertet adott, közben 1951-56 között az Oklahoma State Universityn tanított.
1956-ban, Palotai Vilmos távozása után lett tagja az emigráns magyar művészekből álló Magyar vonósnégyesnek, zenésztársai Székely Zoltán, Kuttner Mihály, Koromzay Dénes voltak. A zenekar utolsó korszaka volt ez: 1972-ig működött a kvartett, Magyar előadóművészeti pályafutásának jelentő állomása volt ez az időszak, hiszen évente több mint száz koncertet adtak világszerte. 1972-80 között az University of Illinois at Urbana-Champaign egyetem gordonka- és kamarazene professzora volt. 97 éves korában, Urbana városban lévő otthonában hunyt el.
Játékát különösen tiszta, puritán dallamvonalúként jellemezték, amit azzal ért el, hogy  a csúszásokat, ha csak lehetett, elkerülte. Erre az a különleges adottsága adott lehetőséget, hogy bal kezének kisujja majdnem olyan hosszú volt, mint a többi ujja.